# Lac de Careser
Le lac de Careser est un bassin artificiel situé sur la commune de Peio à 2 603 m d'altitude. Il a été construit en 1931 afin d'exploiter les eaux du glacier Careser à des fins hydroélectriques.
Le lac est généré par un barrage gravitaire voûté en béton de 58 m de haut relié à la centrale de Malga Mare qui profite d'un saut de 635 m utilisant une turbine Pelton pour une puissance maximale de 12 MW et une production annuelle de 27,7 GWh. Les eaux sortant de l'usine sont ensuite acheminées avec celles du Noce vers l'usine de Pònt à Cogolo.
Le lac est un point de passage pour de nombreux sentiers de randonnée.

## Galerie

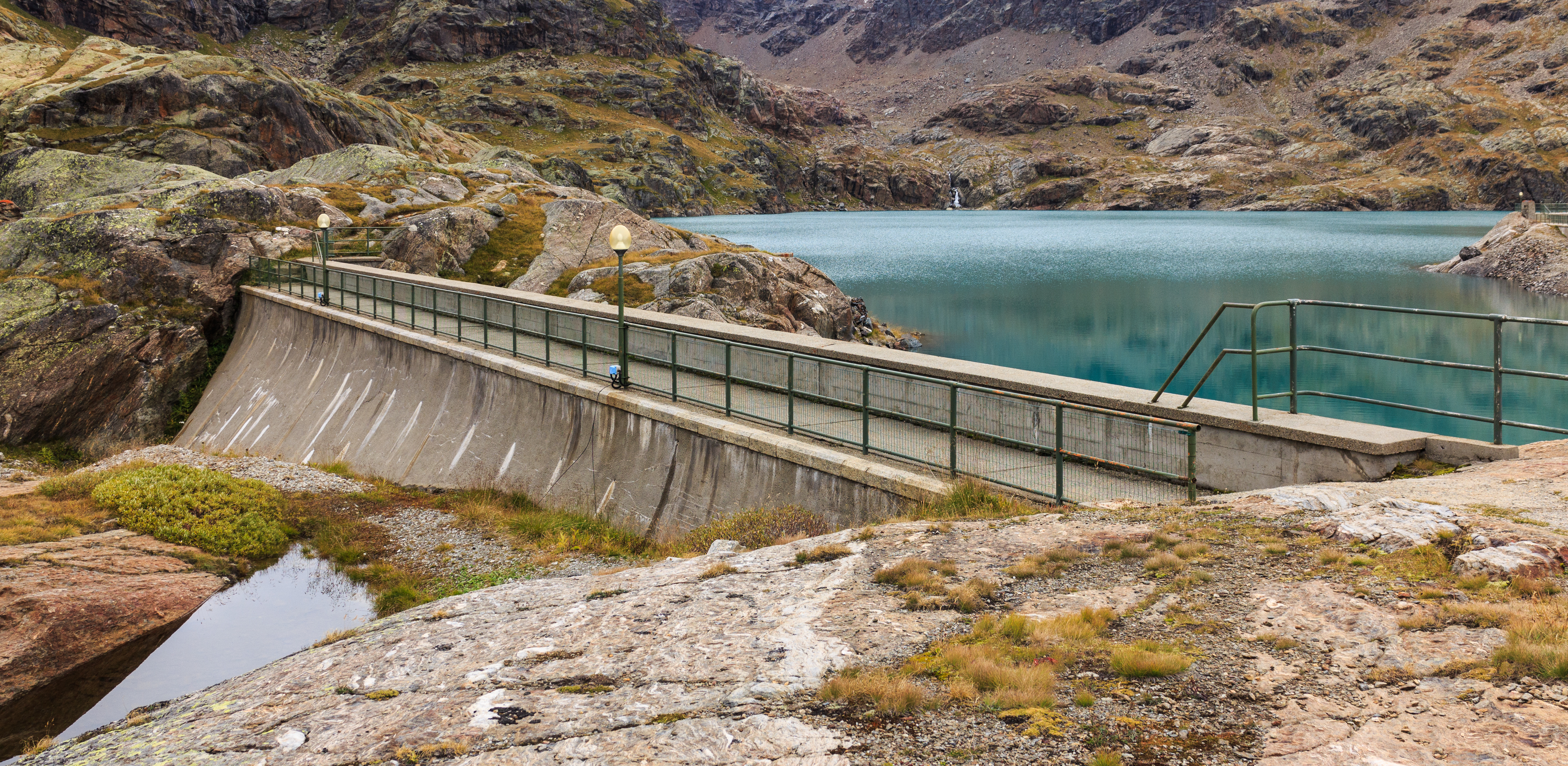
Le barrage.
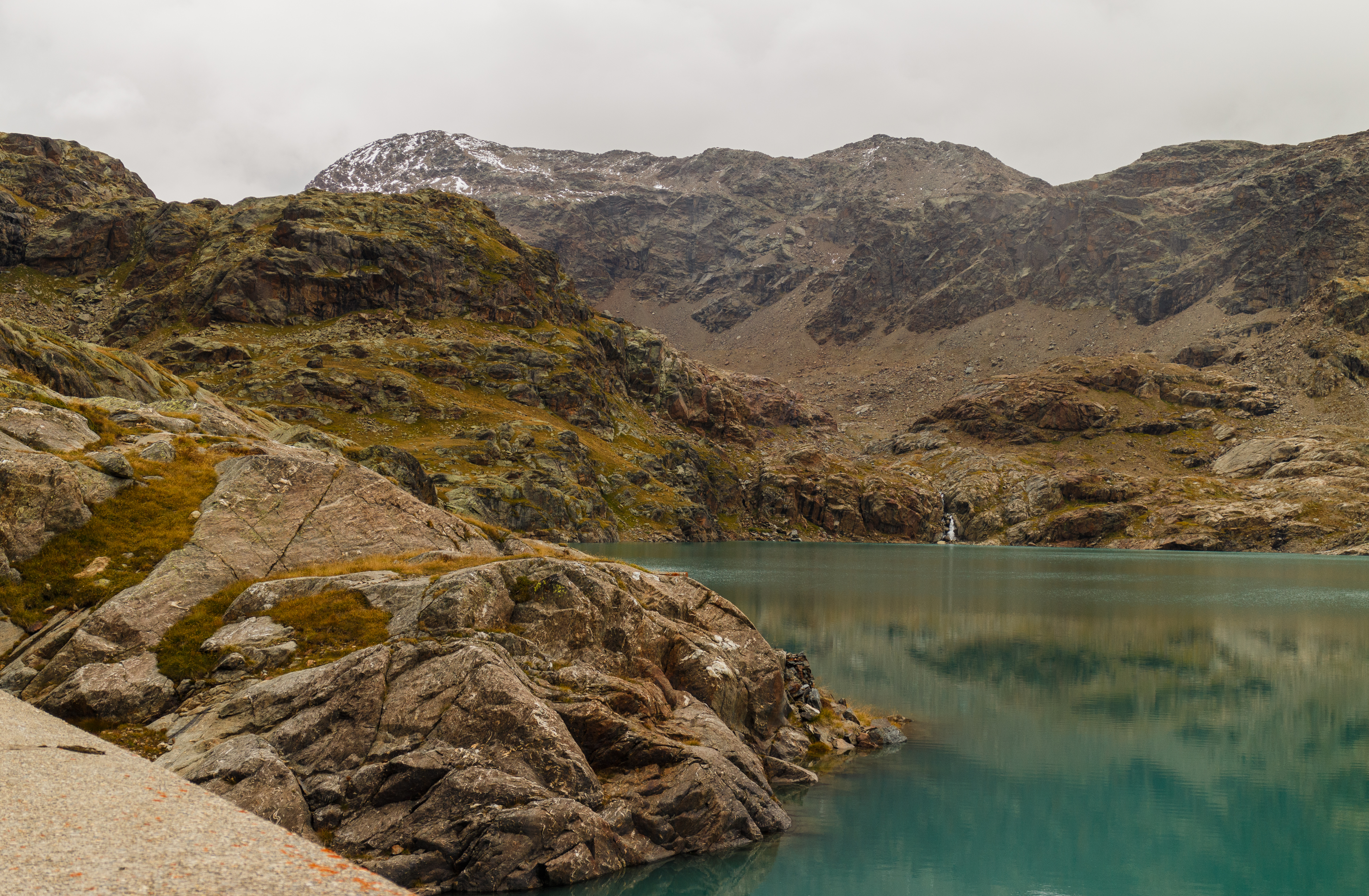
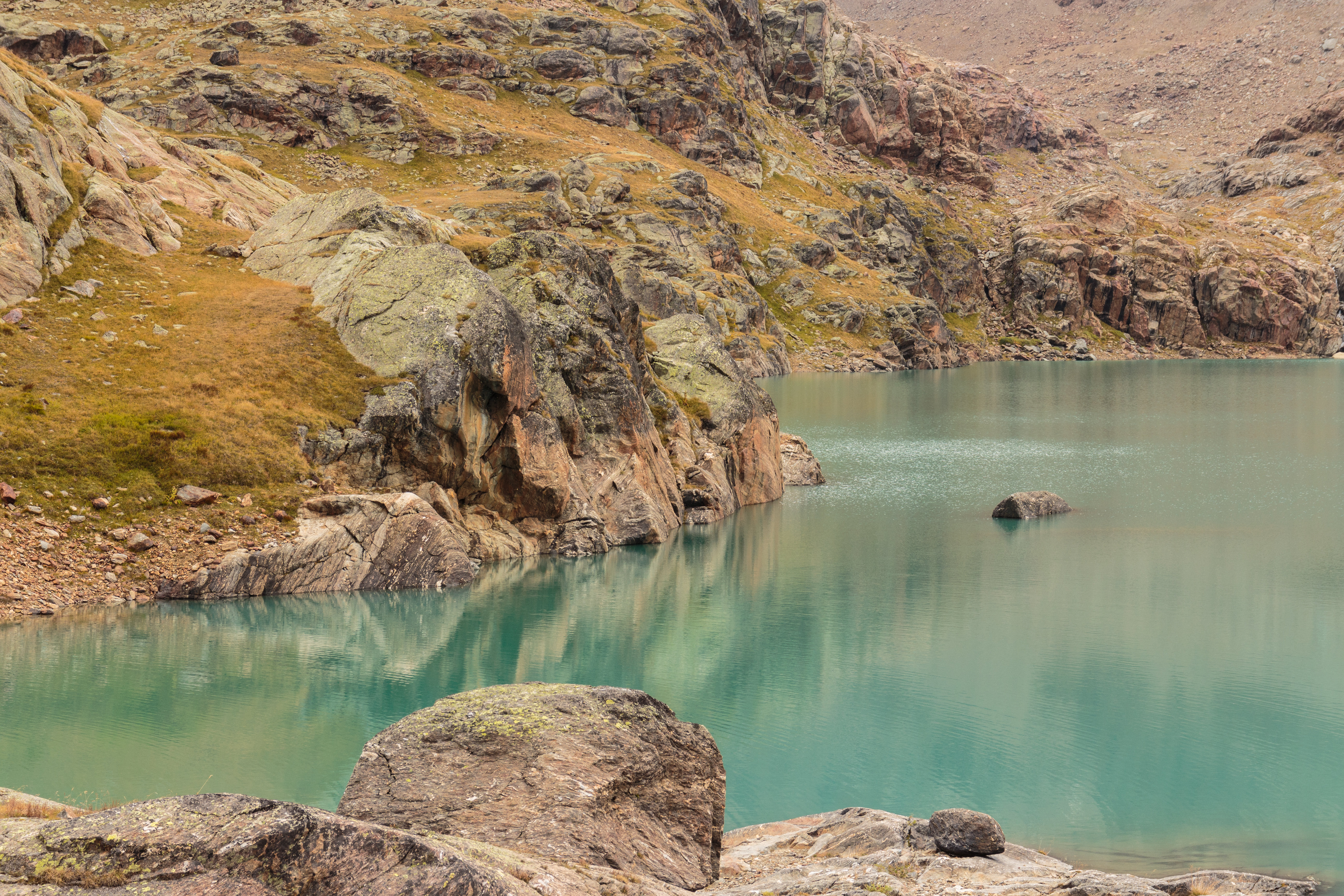